# Сулима Вадим Станіславович
Вадим Станіславович Сулима (нар. 11 вересня 1961 Станіслав УРСР (нині Україна) — травматолог-ортопед, доктор медичних наук, професор (з 2005), завідувач кафедри травматології та ортопедії Івано-Франківського національного медичного університету. Запропонував ряд раціоналістичних методів та розробив ряд новітніх методів лікування проблем опорно-рухового апарату.

## Біографія
Народився Сулима Вадим Станіславович 11 вересня 1961 року в м. Станіславі (нині Івано-Франківськ, Україна). Пройшов навчання в Івано-Франківському медичному інституті, медичного досвіду набувався, працюючи звичайним лікарем-травматологом Прилуцької центральної міської лікарні Чернігівської області, поліклініки МСЧ ВО «Оріана» у Калуші та обласної дитячої клінічної лікарні м. Івано-Франківська. З 1982 року студентом Вадим Станіславович став працювати в єдиній на Україні лабораторії ендопротезування під керівництвом професора Юрія Михайловича Ясельського.
Закінчив клінічну ординатуру на кафедрі травматології, ортопедії та ВПХ Івано-Франківського медичного інституту, у 1994 році Сулима Вадим Станіславович захистив кандидатську дисертацію «Накістковий остеосинтез пристроєм з композитним покриттям при відкритих переломах довгих кісток», з цього ж року — асистент кафедри травматології, ортопедії та ВПХ ІФДМА.
2000 року розпочав навчатися у докторантурі в Інституті травматології та ортопедії АМН України, у 2003 році Вадим Станіславович повернувся на попереднє місце роботи на кафедру травматології, ортопедії та ВПХ ІФДМА, був призначений на посаду завідувача кафедри травматології та ортопедії. У 2004 році отримав звання доцента, у 2005 — звання професора ІФДМА.
Лікар вищої кваліфікаційної категорії, учасник та керівник багатьох програм охорони здоров'я, провідний дослідник актуальних проблем медицини зокрема — захворювань опорно-рухового апарату, запропонував сучасні раціональні методи лікування та втілив їх у медичну практику.
У творчому доробку Сулими Вадима Станіславовича — 278 праць, більше шістдесяти раціоналізаторських сучасних пропозицій, винаходи 10 патентів України. Член Асоціації ортопедів-травматологів України.
Вчений співпрацює з національними та закордонними науковими закладами, зокрема, Польщі, Німеччини, США, є відповідальним дослідником в багатьох міжнародних проектах та клінічних випробуваннях.
Проводить лекції на тему: «Базовий курс надання домедичної допомоги в умовах війни»
Здійснює керівництво студентською науковою роботою на кафедрі травматології та ортопедії ІФДМА. Володіє сучасними методами наукових досліджень. Є керівником виконаної кандидатської дисертації. Співпрацював з науковими закладами України та з-за кордону де він виконує функцію відповідального дослідника в проведенні багатоцентрових міжнародних дослідженнях, клінічних випробуваннях сучасних імплантатів та інструментарію для остеосинтезу та ендопротезування, з успіхом впроваджуючи напрацювання в практичну ортопедію-травматологію.

## Нагороди
«Кращий науковець року» від Івано-Франківської області 2005
«Кращий науковець року» від Івано-Франківської області 2007
Має відзнаки та нагороди за плідну співпрацю з ортопедами Польщі.